# Eccellenza Emilia-Romagna 2000-2001
Il campionato italiano di calcio di Eccellenza regionale 2000-2001 è stato il decimo organizzato in Italia. Rappresenta il sesto livello del calcio italiano.
Questo è il campionato regionale della regione Emilia-Romagna.

## Girone A

### Squadre partecipanti
| Squadra                   | Città (provincia)         |
| ------------------------- | ------------------------- |
| A.S.C. Arcetana           | Scandiano (RE)            |
| U.C. Casalese             | Casalmaggiore (CR)        |
| A.C. Colorno              | Colorno (PR)              |
| Pol. Castellarano         | Castellarano (RE)         |
| A.C. Correggese           | Correggio (RE)            |
| A.C. Crevalcore           | Crevalcore (BO)           |
| F.C. Finale               | Finale Emilia (MO)        |
| A.C. Formigine            | Formigine (MO)            |
| Pol. Lentigione           | Brescello (RE)            |
| Maranello Sportiva        | Maranello (MO)            |
| U.S. Pontenurese          | Pontenure (PC)            |
| U.S. Pontolliese Libertas | Ponte dell'Olio (PC)      |
| U.S. Reggiolo             | Reggiolo (RE)             |
| A.C. Rolo                 | Rolo (RE)                 |
| Pol. Solierese            | Soliera (MO)              |
| A.S. Terme Monticelli     | Monticelli Terme (RE)     |
| U.C. Viadana              | Viadana (MN)              |
| A.S. Virtus Pavullese     | Pavullo nel Frignano (MO) |

### Classifica finale
|  | Pos. | Squadra            | Pt | G  | V  | N  | P  | GF | GS | DR  |
|  | ---- | ------------------ | -- | -- | -- | -- | -- | -- | -- | --- |
|  | 1.   | Lentigione         | 70 | 34 | 20 | 10 | 4  | 47 | 20 | +27 |
|  | 2.   | Pontolliese        | 67 | 34 | 18 | 13 | 3  | 57 | 26 | +31 |
|  | 3.   | Correggese         | 62 | 34 | 16 | 14 | 4  | 41 | 21 | +20 |
|  | 4.   | Solierese          | 58 | 34 | 15 | 13 | 6  | 55 | 36 | +19 |
|  | 5.   | Maranello Sportiva | 54 | 34 | 15 | 9  | 10 | 52 | 37 | +15 |
|  | 6.   | Virtus Pavullese   | 54 | 34 | 14 | 12 | 8  | 45 | 40 | +5  |
|  | 7.   | Castellarano       | 51 | 34 | 14 | 9  | 11 | 44 | 35 | +9  |
|  | 8.   | Crevalcore         | 51 | 34 | 14 | 9  | 11 | 52 | 45 | +7  |
|  | 9.   | Colorno            | 43 | 34 | 10 | 13 | 11 | 48 | 42 | +6  |
|  | 10.  | Terme Monticelli   | 43 | 34 | 13 | 4  | 17 | 44 | 57 | -13 |
|  | 11.  | Formigine          | 42 | 34 | 9  | 15 | 10 | 36 | 35 | +1  |
|  | 12.  | Pontenurese        | 42 | 34 | 9  | 15 | 10 | 37 | 38 | -1  |
|  | 13.  | Rolo               | 42 | 34 | 11 | 9  | 14 | 40 | 44 | -4  |
|  | 14.  | Arcetana           | 41 | 34 | 8  | 17 | 9  | 41 | 43 | -2  |
|  | 15.  | Viadana            | 41 | 34 | 11 | 8  | 15 | 53 | 64 | -11 |
|  | 16.  | Reggiolo           | 29 | 34 | 6  | 11 | 17 | 33 | 61 | -28 |
|  | 17.  | Casalese           | 18 | 34 | 4  | 6  | 24 | 18 | 57 | -39 |
|  | 18.  | Finale             | 12 | 34 | 1  | 9  | 24 | 23 | 65 | -42 |

### Spareggi

#### Spareggio salvezza
| Squadra 1 | Risultato   | Squadra 2 |
| --------- | ----------- | --------- |
| Arcetana  | 3 - 1 (dts) | Viadana   |

| Correggio 6 maggio 2001 | Arcetana | 3 – 1 (d.t.s.) | Viadana |  |

- Viadana retrocessa, poi viene ripescata.

## Girone B

### Squadre partecipanti
| Squadra                        | Città (provincia)                      |
| ------------------------------ | -------------------------------------- |
| F.C. Alfonsine                 | Alfonsine (RA)                         |
| S.P. Argentana Capca           | Argenta (FE)                           |
| A.S.A.R. S.C. Morciano         | Morciano (RN)                          |
| U.S. Ba.Sca. Galliera          | Galliera (BO)                          |
| A.C. Boca Granarolo            | Bologna (BO)                           |
| Carpi Calcio                   | Carpi (MO)                             |
| Castrocaro Calcio TDS          | Castrocaro Terme e Terra del Sole (FC) |
| A.S. Cervia 1920               | Cervia (RA)                            |
| U.S. Corticella                | Bologna (BO)                           |
| S.S. Crespellano               | Crespellano (BO)                       |
| A.C. Matulliauto Massalombarda | Massalombarda (RA)                     |
| Molinella Calcio 1911          | Molinella (BO)                         |
| A.S. Real Misano               | Misano Adriatico (RN)                  |
| A.C. Romplast Voltana          | Voltana (RA)                           |
| C.S. Sant'Agostino             | Sant'Agostino (FE)                     |
| S.S. Savignanese               | Savignano sul Rubicone (FC)            |
| A.C. Sporting Forlì            | Forlì (FC)                             |
| A.S. Virtus Villa              | Villa Verucchio (RN)                   |

### Classifica finale
|  | Pos. | Squadra                   | Pt | G  | V  | N  | P  | GF | GS | DR  |
|  | ---- | ------------------------- | -- | -- | -- | -- | -- | -- | -- | --- |
|  | 1.   | Boca Granarolo            | 72 | 34 | 21 | 9  | 4  | 50 | 16 | +34 |
|  | 2.   | Matulliauto Massalombarda | 66 | 34 | 18 | 12 | 4  | 57 | 24 | +33 |
|  | 3.   | Argentana Capca           | 57 | 34 | 14 | 15 | 5  | 43 | 24 | +19 |
|  | 4.   | Castrocaro Calcio TDS     | 51 | 34 | 13 | 12 | 9  | 35 | 30 | +5  |
|  | 5.   | Alfonsine                 | 50 | 34 | 12 | 14 | 8  | 46 | 38 | +8  |
|  | 6.   | Savignanese               | 49 | 34 | 14 | 7  | 13 | 32 | 36 | -4  |
|  | 7.   | Crespellano               | 46 | 34 | 11 | 13 | 10 | 35 | 34 | +1  |
|  | 8.   | Sporting Forlì            | 45 | 34 | 11 | 12 | 11 | 32 | 33 | -1  |
|  | 9.   | Molinella                 | 45 | 34 | 11 | 12 | 11 | 30 | 32 | -2  |
|  | 10.  | A.S.A.R. S. C. Morciano   | 44 | 34 | 9  | 17 | 8  | 31 | 28 | +3  |
|  | 11.  | Romplast Voltana          | 44 | 34 | 10 | 14 | 10 | 37 | 35 | +2  |
|  | 12.  | Carpi                     | 44 | 34 | 9  | 17 | 8  | 35 | 34 | +1  |
|  | 13.  | Cervia                    | 43 | 34 | 9  | 16 | 9  | 35 | 33 | +2  |
|  | 14.  | Real Misano               | 41 | 34 | 9  | 14 | 11 | 37 | 43 | -6  |
|  | 15.  | Ba.Sca. Galliera          | 37 | 34 | 8  | 13 | 13 | 36 | 37 | -1  |
|  | 16.  | Sant'Agostino             | 27 | 34 | 5  | 12 | 17 | 19 | 40 | -21 |
|  | 17.  | Corticella                | 24 | 34 | 4  | 12 | 18 | 26 | 54 | -28 |
|  | 18.  | Virtus Villa              | 18 | 34 | 3  | 9  | 22 | 18 | 53 | -35 |

## Spareggio salvezza intergirone
| Squadra 1        | Risultato | Squadra 2 |
| ---------------- | --------- | --------- |
| Ba.Sca. Galliera | 2 - 0     | Viadana   |

| San Martino in Rio 20 maggio 2001 | Ba.Sca. Galliera | 2 – 0 | Viadana |  |